# Ilari Äijälä
Ilari Äijälä (Helsinki, 30 settembre 1986) è un ex calciatore finlandese, di ruolo centrocampista.

## Carriera

### Club
Ha giocato nella prima divisione finlandese.

### Nazionale
Ha partecipato ai campionati europei Under-21 nel 2009.
Nel 2012 ha giocato una partita con la nazionale maggiore finlandese.

## Palmarès

### Club

#### Competizioni nazionali
- Coppa di Finlandia: 2

HJK: 2006
Honka: 2012
- Coppa di Lega finlandese: 1

Honka: 2011